# Plantago taquetii
Plantago taquetii är en grobladsväxtart som beskrevs av Leveille. Plantago taquetii ingår i släktet kämpar, och familjen grobladsväxter. Inga underarter finns listade i Catalogue of Life.